# Yumbel
Yumbel ist eine Kommune und Stadt in Chile mit 20.498 Einwohnern (Stand: 2002). Sie liegt in der Región del Bío-Bío.

Das Areal beträgt 765,25 km². Der Stadtvorsitzende ist Camilo Cabezas Vega. Es ist ein katholischer Wallfahrtsort, an dem jedes Jahr im Januar Pilger zur Feier des Heiligen Sebastian eintreffen.